# José del Solar
José Guillermo „Chemo“ del Solar Alvarez-Calderón (* 28. November 1967 in Lima) ist ein ehemaliger peruanischer Fußballspieler und jetziger -trainer.

## Kindheit und Jugend
Seine Kindheit verbrachte del Solar zusammen mit seiner Mutter Carmela Alvarez und seinem Vater José del Solar in Chimbote. Sein Vater ist aufgrund seiner Herkunft Anhänger von Alianza Lima, José del Solar fiebert aber wie seine Mutter und vier Geschwister seit der Kindheit mit Universitario de Deportes mit. Sein jüngerer Bruder Fernando ist wie José auch ehemaliger Profifußballspieler und heutiger -trainer.

## Spielerlaufbahn

### Im Verein
José del Solar begann seine Karriere in der Jugend von Universitario de Deportes. Aufgrund seines Studiums konnte er nicht die Anforderungen von U erfüllen und wurde Mitte 1986 an San Agustín mit Trainer Fernando Cuéllar verliehen, wo er im August in der Primera División debütierte. In seiner Debütsaison wurde er direkt peruanischer Meister. 1988 kehrte er zu Universitario zurück und wechselte 1990 ins Ausland, wo er einen Großteil seiner sportlichen Laufbahn verbringen sollte. Bei Universidad Católica in Chile, mit dem er 1992 die Copa Chile gewann, zeigte del Solar gute Leistungen, welche ihm einen Wechsel nach Europa ermöglichten.
Der CD Teneriffa zahlte 1992 fast 1,5 Mio. US$, um sich die Dienste del Solars zu sichern. Im Mittelfeld des Aufsteigers spielte er mit Fernando Redondo. Trainer des Klubs war der Argentinier Jorge Valdano, der ihn 1997 nach den weiteren Stationen in Spanien UD Salamanca und Celta de Vigo zum FC Valencia holte.
Nach seiner Zeit in Spanien ging er 1999 in die Türkei zu Beşiktaş Istanbul und kehrte 1999 zu seinem Herzensklub Universitario de Deportes zurück. 2000 verpflichtete ihn der gerade aufgestiegene belgische Klub KV Mechelen. Dort spielte er gemeinsam mit dem jungen peruanischen Verteidiger Luis Guadalupe, der eigentlich als Stürmer verpflichtet wurde. Nach einer Saison kehrte del Solar wieder nach Peru zurück und beendete 2002 bei U seine Karriere.

### In der Nationalmannschaft
Chemo war Kapitän der peruanischen Nationalmannschaft und bestritt insgesamt 74 Länderspiele, in denen er neun Tore erzielte. Ere debütierte im Januar 1986 bei einem Freundschaftsspiel gegen China. Er nahm an sechs Südamerikameisterschaften zwischen 1987 und 2001 teil. Bestes Ergebnis für del Solar war jeweils das Erreichen des Viertelfinales bei der Copa América 1993 und der Copa América 2001. 2000 nahm er mit Peru als Gastmannschaft beim Gold Cup teil und erreichte das Halbfinale. Im November 2001 lief er beim Qualifikationsspiel zur Weltmeisterschaft 2002 gegen Argentinien zum letzten Mal im Trikot der Nationalmannschaft auf.

## Trainerlaufbahn
Seit Beendigung seiner aktiven Karriere ist del Solar als Trainer tätig. Er begann im Juni 2003 als Trainer der Reservemannschaft des FC Villarreal, musste jedoch von Januar bis Juni 2004 sein Amt für den Trainerschein pausieren. 2005 wurde del Solar gemeinsam mit seinem Landsmann und früheren Teamkollegen Juan Antonio Pizzi Doppeltrainer beim CA Colón, allerdings trat er nach nur drei Spielen wegen Dopingvergehen aus seiner aktiven Zeit zurück.
Kurz danach übernahm er das Traineramt bei Sporting Cristal und durfte seinen ersten Erfolg als Trainer feiern. Er wurde mit dem Team peruanischer Meister 2005. 2007 wechselte er zu Universidad Católica, wo er als Vizemeister der Apertura 2007 den Titel knapp verpasste. Er nahm dann das Angebot an, die Nationalmannschaft Perus in der Qualifikation zur Weltmeisterschaft 2010 zu coachen. Peru verpasste jedoch als Letzter der Südamerika-Gruppe das Turnier in Südafrika deutlich.
2010 wurde der frühere Nationalspieler Trainer von Universitario de Deportes. Er trainiert das Team bis 2012 und übernahm noch einmal diese Position nach der Entlassung von Ángel Comizzo im März 2014. Anschließend trainierte del Solar Universidad de San Martín.
Als Nachfolger des Argentiniers Mariano Sosa übernahm er ab Januar 2017 das Traineramt bei Sporting Cristal, für das er bereits in seiner Anfangszeit als Trainer tätig war. Ab Januar 2018 war del Solar an der Seitenlinie bei Universidad César Vallejo tätig. Nach vier Jahren beim Verein gab er im Oktober 2022 seinen Wechsel zum peruanischen Verband für das Folgejahr bekannt. Dort übernahm er bis 2024 die U-20-Nationalmannschaft.

## Erfolge

### Spieler
Deportivo San Agustín
- Peruanischer Meister: 1986

Universitario de Deportes
- Peruanischer Meister: 1987, 1999, 2000, 2002 Apertura

Universidad Católica
- Copa Chile: 1991

### Trainer
Sporting Cristal
- Peruanischer Meister: 2005